# Финал Кубка Стэнли 2010
Финал Кубка Стэнли 2010 года — решающая серия плей-офф Кубка Стэнли в сезоне 2009/2010, между Чикаго Блэкхокс и Филадельфией Флайерз. Финальная серия стартовала 29 мая матчем в Чикаго и закончилась 9 июня в Филадельфии.
В регулярном чемпионате «Чикаго Блэкхокс» набрали 112 очков и заняли второе место на «Западе», а «Филадельфия Флайерз» с 88 очками заняли седьмое место на «Востоке».
Обе команды проиграли пять финалов подряд.
В шести матчах победу одержали (4—2) хоккеисты «Чикаго Блэкхокс» и завоевали Кубок Стэнли впервые с 1961 года. Приз самому ценному игроку финала получил капитан «Чикаго» Джонатан Тэйвз.
Данная финальная серия стала одной из самых результативных в истории НХЛ.

## Путь к финалу
| Восточная конференция  |          |                    |            |                                   |
| Стадия                 | Соперник | Соперник           | Общий счёт | Результаты игр                    |
| 1/4 финала конференции | 2        | Нью-Джерси Девилз  | 4 : 1      | 2:1, 3:5, 3:2, 4:1, 3:0           |
| 1/2 финала конференции | 6        | Бостон Брюинз      | 4 : 3      | 4:5, 2:3, 1:4, 5:4, 4:0, 2:1, 4:3 |
| финал конференции      | 8        | Монреаль Канадиенс | 4 : 1      | 6:0, 3:0, 1:5, 3:0, 4:2           |

| Западная конференция   |          |                   |            |                              |
| Стадия                 | Соперник | Соперник          | Общий счёт | Результаты игр               |
| 1/4 финала конференции | 7        | Нэшвилл Предаторз | 4 : 2      | 1:4, 2:0, 1:4, 3:0, 5:4, 5:3 |
| 1/2 финала конференции | 3        | Ванкувер Кэнакс   | 4 : 2      | 1:5, 4:2, 5:2, 7:4, 1:4, 5:1 |
| финал конференции      | 1        | Сан Хосе Шаркс    | 4 : 0      | 2:1, 4:2, 3:2, 4:2           |

## (2) Чикаго Блэкхокс — (7) Филадельфия Флайерз

### Арены
| Чикаго              | Юнайтед-центр Ваковия ЦентрАрены финала Кубка Стэнли 2010 | Филадельфия         |
| Юнайтед-центр       | Юнайтед-центр Ваковия ЦентрАрены финала Кубка Стэнли 2010 | Ваковия Центр       |
| Вместимость: 19 717 | Юнайтед-центр Ваковия ЦентрАрены финала Кубка Стэнли 2010 | Вместимость: 19 519 |
|                     | Юнайтед-центр Ваковия ЦентрАрены финала Кубка Стэнли 2010 |                     |

### Отчёты о матчах
| 29 мая 2010                                                                                | \| Чикаго Блэкхокс \| 6 : 5 (2:3, 3:2, 1:0) \| Филадельфия Флайерз \| \| Брауэр - 07:46 Болланд - 11:50 Шарп - 21:11 Верстиг - 29:31 Брауэр - 35:18 Копецки - 48:25 \| Голы \| 06:38 - Лейно 16:37 - Хартнелл 19:33 - Бриер 27:20 - Беттс 38:49 - Эшем \| | Юнайтед Центр - Чикаго                                                  |
| Чикаго Блэкхокс                                                                            | 6 : 5 (2:3, 3:2, 1:0) | Филадельфия Флайерз                                                     |
| Брауэр - 07:46 Болланд - 11:50 Шарп - 21:11 Верстиг - 29:31 Брауэр - 35:18 Копецки - 48:25 | Голы | 06:38 - Лейно 16:37 - Хартнелл 19:33 - Бриер 27:20 - Беттс 38:49 - Эшем |

| 31 мая 2010                | \| Чикаго Блэкхокс \| 2 : 1 (0:0, 2:0, 0:1) \| Филадельфия Флайерз \| \| Хосса - 37:09 Игер - 37:37 \| Голы \| 45:20 - Ганье \| | Юнайтед Центр - Чикаго |
| Чикаго Блэкхокс            | 2 : 1 (0:0, 2:0, 0:1) | Филадельфия Флайерз    |
| Хосса - 37:09 Игер - 37:37 | Голы | 45:20 - Ганье          |

| 2 июня 2010                                               | \| Филадельфия Флайерз \| 4 : 3 (ОТ) (1:0, 1:2, 1:1, 1:0) \| Чикаго Блэкхокс \| \| Бриер - 14:58 Хартнелл - 29:55 Лейно - 43:10 Жиру - 65:59 \| Голы \| 22:49 - Кит 37:52 - Сопел 42:50 - Кейн \| | Ваковия Центр - Филадельфия            |
| Филадельфия Флайерз                                       | 4 : 3 (ОТ) (1:0, 1:2, 1:1, 1:0) | Чикаго Блэкхокс                        |
| Бриер - 14:58 Хартнелл - 29:55 Лейно - 43:10 Жиру - 65:59 | Голы | 22:49 - Кит 37:52 - Сопел 42:50 - Кейн |

| 4 июня 2010                                                            | \| Филадельфия Флайерз \| 5 : 3 (3:1, 0:0, 2:2) \| Чикаго Блэкхокс \| \| Ричардс - 04:35 Карл - 14:48 Жиру - 19:23 Лейно - 46:43 Картер - 59:35 \| Голы \| 18:32 - Шарп 52:01 - Болланд 55:50 - Кэмпбелл \| | Ваковия Центр - Филадельфия                   |
| Филадельфия Флайерз                                                    | 5 : 3 (3:1, 0:0, 2:2) | Чикаго Блэкхокс                               |
| Ричардс - 04:35 Карл - 14:48 Жиру - 19:23 Лейно - 46:43 Картер - 59:35 | Голы | 18:32 - Шарп 52:01 - Болланд 55:50 - Кэмпбелл |

| 6 июня 2010                                                                                            | \| Чикаго Блэкхокс \| 7 : 4 (3:0, 2:2, 2:2) \| Филадельфия Флайерз \| \| Сибрук - 12:17 Болланд - 15:26 Верстиг - 18:15 Кейн - 23:13 Бафлин - 35:45 Шарп - 56:08 Бафлин - 57:55 \| Голы \| 20:32 - Хартнелл 24:38 - Тимонен 46:36 - Ван Римсдайк 57:24 - Ганье \| | Юнайтед Центр - Чикаго                                              |
| Чикаго Блэкхокс                                                                                        | 7 : 4 (3:0, 2:2, 2:2) | Филадельфия Флайерз                                                 |
| Сибрук - 12:17 Болланд - 15:26 Верстиг - 18:15 Кейн - 23:13 Бафлин - 35:45 Шарп - 56:08 Бафлин - 57:55 | Голы | 20:32 - Хартнелл 24:38 - Тимонен 46:36 - Ван Римсдайк 57:24 - Ганье |

| 9 июня 2010                                     | \| Филадельфия Флайерз \| 3 : 4 (OT) (1:1, 1:2, 1:0, 0:1) \| Чикаго Блэкхокс \| \| Хартнелл - 19:33 Бриер - 28:00 Хартнелл - 56:01 \| Голы \| 16:49 - Бафлин 29:58 - Шарп 37:43 - Лэдд 64:10 - Кейн \| | Ваковия Центр - Филадельфия                           |
| Филадельфия Флайерз                             | 3 : 4 (OT) (1:1, 1:2, 1:0, 0:1) | Чикаго Блэкхокс                                       |
| Хартнелл - 19:33 Бриер - 28:00 Хартнелл - 56:01 | Голы | 16:49 - Бафлин 29:58 - Шарп 37:43 - Лэдд 64:10 - Кейн |

| Обладатель Кубка Стэнли 2010    |
| ------------------------------- |
| Чикаго Блэкхокс четвёртый титул |